# Loch Essan
Loch Essan är en sjö i Storbritannien.   Den ligger i kommunen Stirling och riksdelen Skottland, i den nordvästra delen av landet, 600 km nordväst om huvudstaden London. Loch Essan ligger 416 meter över havet.Trakten runt Loch Essan består i huvudsak av gräsmarker.